# Youssef Anis Abi-Aad
Youssef Anis Abi-Aad IdP (arab. يوسف-انيس أبي عاد, tr. "Yusuf-Anys Aby Ād", ur. 12 stycznia 1940 w Dfoun, zm. 6 maja 2017) – libański duchowny katolicki Kościoła maronickiego posługujący w Syrii, arcybiskup Aleppo 1997-2013.

## Życiorys
Święcenia kapłańskie otrzymał 18 czerwca 1966.
7 czerwca 1997 papież Jan Paweł II mianował go arcybiskupem Aleppo. 1 listopada tego samego roku kardynał Nasr Allah Butrus Sufajr udzielił mu sakry biskupiej. 11 listopada 2013 ze względu na wiek na ręce papieża Franciszka złożył rezygnację z zajmowanej funkcji.
Zmarł 6 maja 2017.